# Llengües iukaguirs
Les llengües iukaguirs o yukaghirs (/juka'giɾ/) són un conjunt de llengües pertanyents a les anomenades llengües paleosiberianes, parlades a Rússia. Les úniques dues llengües pertanyents a aquesta família que encara es parlen són:
- Iukaguir septentrional, també anomenat yukaghir, jukagir, odul, tundra, tundre o yukagir.
- Iukaguir meridional, també anomenat yukaghir, jukagir, kolym, kolyma, odul, yukagir o yukahir del sud.

No són conegudes relacions amb altres llengües, encara que s'ha suggerit un parentiu amb les llengües uralianes. Totes les llengües de la família iukaguir són llengües amenaçades en perill d'extinció.

## Parentiu uralià
El parentiu amb les llengües uralianes va ser proposada inicialment per Collinder (1940). Una de les motivacions principals per relacionar aquestes llengües amb l'uralià són diverses correspondències en el sistema de casos entre les llengües iukaguir i el proto-samoiede:
| Cas         | Proto-Samoiede | Iukaguir                                                |
| ----------- | -------------- | ------------------------------------------------------- |
| locatiu     | * -n(V)        | -γa/-qa (noms, pronoms) -γa-ne/-qa-ne (noms)            |
| prolatiu    | * -m-n(V)      | -n (adverbio, postposcions) -γa-n/-qa-n (noms, pronoms) |
| ablatiu     | * -t(V)        | -t (adverbis, postposcions) -γa-t/-qa-t (noms, pronoms) |
| datiu/latiu | * -ŋ           | -ń (pronoms) -ŋi-ń(noms) -de/-ŋu-de (adverbis)          |

## Comparació lèxica
Els numerals en les dues llengües iukaguirs modernes són:
| GLOSA | Iukaguir septentrional | Iucaguir meridional | PROTO- IUKAGUIR      |
| ----- | ---------------------- | ------------------- | -------------------- |
| '1'   | mārquonʼ               | irkēj               | *māl-                |
| '2'   | kijuonʼ                | ataqlōj             | *ki-lōɲ *ataq-lōɲ    |
| '3'   | jaluonʼ                | jālōj               | *ja-lōɲ              |
| '4'   | jalaklanʼ              | ileklōj             | *jalək-lōɲ           |
| '5'   | imdaldʼanʼ             | n'əɣanbōj           |                      |
| '6'   | mālajlanʼ              | mālōj               | *māl-ja-lōɲ 2 x 3    |
| '7'   | puskijanʼ              | purkījōj            | *pus-kī-lōɲ          |
| '8'   | mālajlaklanʼ           | malɣiləklōj         | *māl-jalək-lōɲ 2 x 4 |
| '9'   | valʼɣarumkuruonʼ       | kunirkil'ǯōj        | *10-1                |
| '10'  | kunilʼanʼ              | kunel'ōj            | *kunil-(l)ōɲ         |